# Jean d'Orbais
 (octobre 2007).
Si vous disposez d'ouvrages ou d'articles de référence ou si vous connaissez des sites web de qualité traitant du thème abordé ici, merci de compléter l'article en donnant les références utiles à sa vérifiabilité et en les liant à la section « Notes et références ».
Jean d'Orbais (né vers 1175 à Orbais, Marne - mort en 1231 à Reims) est un architecte français du XIIIe siècle, qui a été le premier des quatre architectes de la cathédrale de Reims(gothique).

## Éléments biographiques et œuvre
Jean d’Orbais tire son nom du bourg de la Marne dont il était originaire et où il a vraisemblablement fait ses débuts sur le chantier de l’église abbatiale d’Orbais. C'est l'archevêque Albéric de Humbert (ou Aubry de Humbert) - que l'on a accusé d'avoir volontairement incendié le 6 mai 1210 la cathédrale carolingienne (seul moyen sans doute de reconstruire en plus beau et surtout en plus grandiose) - qui fit appel à Jean d'Orbais pour la construction de la nouvelle cathédrale, à laquelle il travailla de 1211 à 1231 ou 1235. La succession des architectes était documentée par le labyrinthe de la cathédrale disparu en 1779.
Le plan d'ensemble de la cathédrale - dont la première pierre fut posée le 6 mai 1211, un an jour pour jour après l'incendie - serait dû à Jean d'Orbais. Lorsque celui-ci commença à travailler sur le chantier de la cathédrale de Reims, il n'ignorait rien des grandes cathédrales antérieures de Laon, de Soissons ou de Chartres. Cette connaissance du travail de ses prédécesseurs lui permit d'en réaliser à Reims une remarquable synthèse.
Jean d'Orbais a commencé la construction de la cathédrale du côté de l'archevêché par l'abside, le pan méridional du transept et du chœur ; il a exécuté une grande partie de la nef, jusqu'à la quatrième travée et élevé les murs extérieurs des bas-côtés avec leurs fenêtres, à l'exception de la corniche.
On ne sait pas pour quelle raison il a cessé de travailler vers 1228 sur le chantier de la cathédrale. On pense généralement, puisque ce ne fut pas la mort qui l'empêcha de poursuivre son activité, qu'il a été congédié par l'exigeant archevêque Henri de Braisne, qui venait d'entrer en fonction en 1227 et le remplaça par Jean-le-Loup.
Il possède une ehpad à son nom, qui se situe à Reims pour les plus de 60ans à but non lucratif.

## Liste des architectes de la cathédrale de Reims auXIIIesiècle
- Jean d'Orbais ;
- Jean-le-Loup ;
- Gaucher de Reims ;
- Bernard de Soissons.
- Mentions d'une cinquième personne mais non identifiable[5].